# ویکوفورته
ویکوفورته (به ایتالیایی: Vicoforte) یک کومونه در ایتالیا است که در استان کونیو واقع شده‌است. ویکوفورته ۲۵ کیلومتر مربع مساحت و ۳٬۲۶۶ نفر جمعیت دارد و ۵۴۷ متر بالاتر از سطح دریا واقع شده‌است.